# Сопілка Перуна

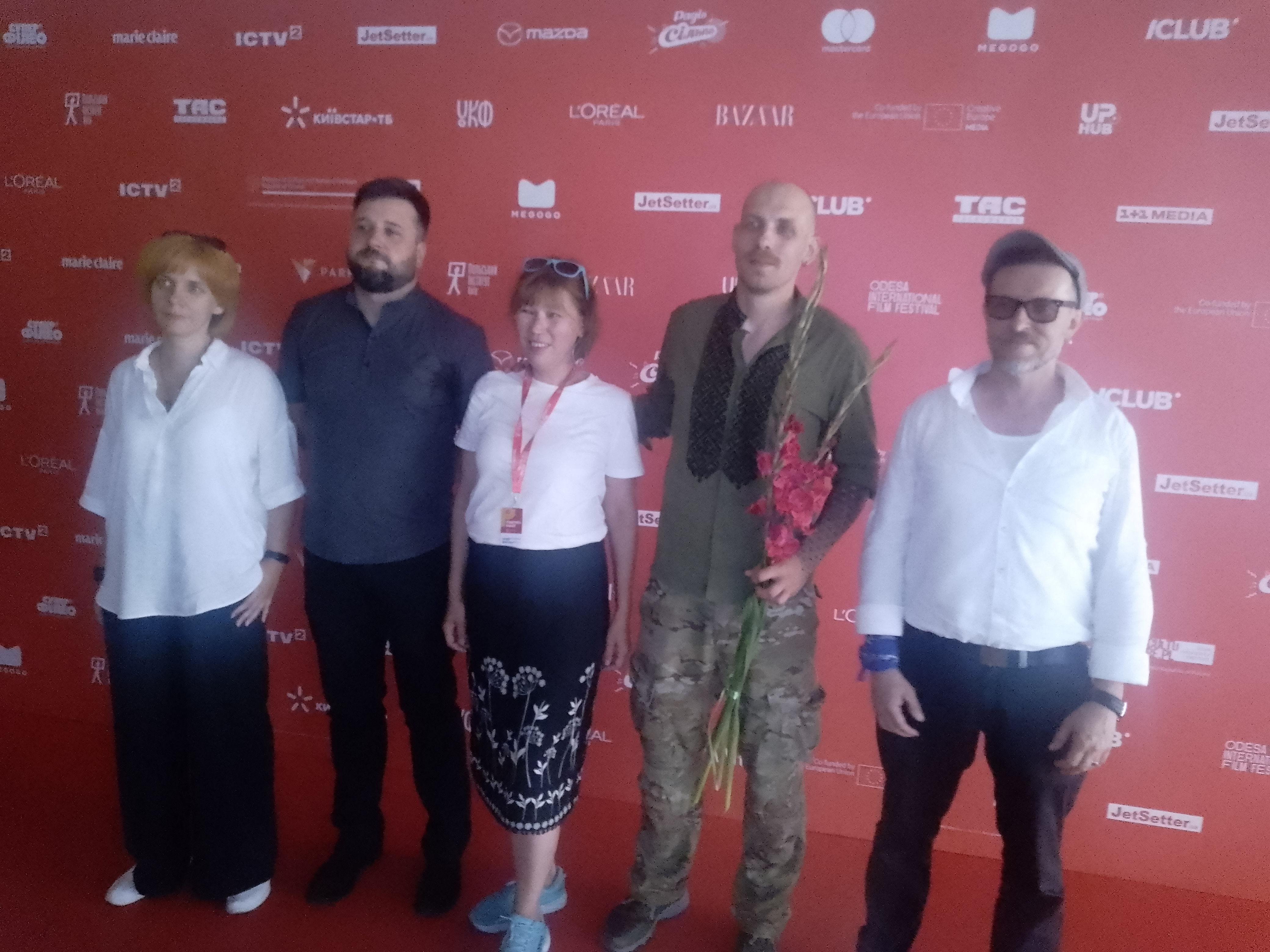
Творча група фільму "Сопілка Перуна" на 15-му Одеському міжнародному кінофестивалі

«Сопілка  Перуна» (англ. Perun's Flute ) — український документальний фільм про будні артилеристів на передовій режисера та оператора Євгена Мазуренка. 
"Сопілка" – це кодова назва пушки для радіопереговорів. Образно пушка нагадує собою сопілку, і такий інструмент пасував би богу грому – Перуну.
Герої фільму – воїни-артилеристи. Різні люди у мирному житті – на війні вони знаходяться в одному обмеженому просторі на декілька сотень метрів посадки та несуть службу неначе древні жерці язичницького племені в сакральному місці і їхній вівтар – це гармата. 
Прем'єра стрічки відбулася 15 липня 2024 року на Одеському міжнародному кінофестивалі у місті Київ.

## Історія створення
Фільм знято восени 2023 року в Луганській області. Герої фільму військовослужбовці 4-ї бригади оперативного призначення НГУ "Рубіж".

## Фестивалі
Одеський міжнародний кінофестиваль  — конкурсна програма.

## Нагороди та номінації
2024 — Приз ФІПРЕССІ на Одеському міжнародному кінофестивалі.
2024 — премія Національної спілки кінематографістів України (НСКУ) ім. Сергія Параджанова за режисерський дебют.

## Критика
Кінокритик Олександр Гусєв про кінострічку :
Кінокритик Дмитро Десятерик про фільм :
Фільм був відзначений нагородою «Вибір редакції» Національного рейтингу Укрінформу «Інфобум-кіно 2024».